# Drei süße Mädels
Drei süße Mädels (OT: Three Smart Girls) ist eine US-amerikanische Filmkomödie aus dem Jahr 1936, in der Deanna Durbin ihren Durchbruch zum Star hatte. Die Regie führte Henry Koster, der gemeinsam mit dem Produzenten Joe Pasternak noch sieben weitere Filme mit Durbin realisierte. Deanna Durbin spielte die Rolle der Penny Craig erneut in den beiden Fortsetzungen Three Smart Girls Grow Up aus dem Jahr 1939 und Hers to Hold, der 1943 in den Verleih kam.

## Handlung
Die drei Schwestern Joan, Kay und Penny leben mit ihrer seit zehn Jahren geschiedenen Mutter Dorothy Craig in der Schweiz. Als sie hören, dass ihr Vater Judson Craig die berechnende Societymatrone Donna Lyons heiraten will, beschließen die Drei, ihn davon abzuhalten. Mancherlei romantische Verwicklungen später schaffen es die Craig-Schwester, ihre Eltern wieder zu versöhnen.

## Hintergrund
Deanna Durbin war Mitte 1936 trotz ihrer erst 14 Jahre bereits bekannt für ihr erstaunliches Gesangstalent, als Universal Studios sie unter Vertrag nahm. Erst kurz vorher hatte Durbin an der Seite von Judy Garland in dem Kurzfilm Every Sunday ihr Debüt gegeben und war seitdem mehrfach in populären Radioshows, unter anderem bei Eddie Cantor aufgetreten. Ihr erster Film wurde in etwas weniger als einem Monat für 319.107 US-Dollar produziert, spielte jedoch am Ende gut 1.635.000 US-Dollar wieder ein. Durbin, die eine Gage von 20.000 US-Dollar erhielt, war damit praktisch über Nacht zum größten – und lange Zeit einzigen – Star des Studios aufgestiegen. Gemeinsam mit dem Regisseur Henry Koster und dem Produzenten Joe Pasternak drehte Durbin noch sieben weitere Filme gemeinsam. Obwohl alle Filme überragende finanzielle Erfolge waren, schaffte es Durbin nie, in die jährliche Auflistung des Motion Picture Herald der 10 kassenträchtigsten Stars zu kommen.
Der Stoff wurde 1948 unter dem Titel Drei kleine Biester mit Jane Powell in der Durbin-Rolle und Jeanette MacDonald von MGM neu verfilmt.

### Synchronisation
Die deutsche Synchronfassung entstand bei der Selenophon, Wien. Bernhard Kulisz schrieb vermutlich das Dialogbuch und führte Regie. In Österreich lief der Film ab Januar 1937 zuerst als OmU und dann ab Juli des gleichen Jahres mit deutschem Ton.
| Rolle               | Darsteller        | Synchronsprecher    |
| ------------------- | ----------------- | ------------------- |
| Penny Craig         | Deanna Durbin     | Vilma Kürer         |
| Joan Craig          | Nan Grey          | Carmen von Perwolf  |
| Kay Craig           | Barbara Read      | Liesl Kinateder     |
| Dorothy Craig       | Nella Walker      | Fräulein Jägermayer |
| Donna Lyons         | Binnie Barnes     | Maria von Hösslin   |
| Judson Craig        | Charles Winninger | Ludwig Donath       |
| Lord Michael Stuart | Ray Milland       | Viktor Parlaghy     |
| Graf Arisztid       | Mischa Auer       | Harry Nestor        |
| Bill Evans          | John „Dusty“ King | Erich Nikowitz      |
| Wilbur Lamp         | Hobart Cavanaugh  | Otto Hartmann       |
| Binns               | Ernest Cossart    | Egon Curth          |
| Martha              | Lucile Watson     | Fräulein Seidler    |

## Musik
Der Film entwickelte die Formel für alle weiteren Durbin-Filme. Die junge Sopranistin sang dabei gerne und oft einen Mix aus aktuellen Liedern und klassischen Werken. Im Verlauf der Handlung stimmt Deanna Durbin unter anderem an:
- My Heart Is Singing
- Someone to Care for Me (beide von Bronisław Kaper, Walter Jurmann, Text von Gus Kahn)
- Il Bacio nach der Musik von Luigi Arditi und dem Text von Gottardo Aldighieri.

Darüber hinaus werden die  Hochzeitsmärsche aus Felix Mendelssohn Bartholdys Ein Sommernachtstraum sowie aus Richard Wagners Lohengrin gespielt.

## Auszeichnungen
Der Film war bei der Oscarverleihung 1937 in drei Kategorien nominiert:
- Bester Film
- Beste Originalgeschichte (Adele Comandini)
- Bester Ton (Homer G. Tasker)